# ساب زیرو
ساب-زیرو (به انگلیسی: Sub-Zero) عنوان دو شخصیت ساختگی در مجموعه بازی‌های مبارزه‌ای مورتال کامبت است که هر دو همانند مبارزانی قدرتمند و دارای توانایی ذاتی برای کنترل یخ در اشکال مختلف به تصویر کشیده شده‌اند. هویت ساب-زیرو در درجه اول در نقش یک شخصیت قابل کنترل به نام کوای لیانگ یا گرندمستر لین کوی است که برای نخستین بار در مورتال کامبت ۲ (۱۹۹۳) حضور پیدا کرد. پیش از کوای لیانگ، این نام مستعار توسط برادر بزرگش بی‌هان در اولین قسمت بازی (۱۹۹۲) مورد استفاده قرار می‌گرفت، که در نسخه‌های بعدی در نقش نوب سایبات ظاهر می‌شود. ساب-زیرو تقریباً در همهٔ قسمت‌های این سری در میان شخصیت‌های اصلی ایفای نقش کرده‌است و به عنوان یکی از محبوب‌ترین مبارزان این فرنچایز به‌شمار می‌رود.

## تاریخچه
بی‌هان نینجا قبیله لین کویی بود و هانزو هاساشی رئیس قبیله شیرایرایو بود. تا زمانی که هانزو برای مدتی به مکانی رفت و به او خبر رساندند که به قبیله شیرایرایو حمله شده اما در اصل این کوان چی بود که خود را به شکل ساب زیرو (همان بی‌هان) درآورده بود و به قبیله هانزو حمله کند در این میان همسر و فرزند هانزو به قتل می‌رسد و سپس خودش هم به دست ساب زیرو (کوان چی) کشته می‌شود. کوان چی بعدها هانزو را با استفاده از جادوی سیاه دوباره زنده کرده و به اسکورپیون تبدیل کرد.
ساب زیرو در اولین سری مورتال کامبت حاضر شد اما توسط اسکورپیون کشته شد و در رنگ و روی متفاوتی با نام نوب سایبات در مورتال کامبت ۲ و سه‌گانه و ۴ و نیرنگ و مورتال کامبت: آرماگدون و ۲۰۱۱ ظاهر شد و از مورتال کامبت ۲ برادر کوچکترش با این نام و نشان جایگزین وی شد. در آلتیمت مورتال کامبت ۳ هر دو شخصیت ساب زیرو حضور داشتند. نام اصلی برادر بزرگتر بی‌هان و نام برادر کوچک کوای لیانگ است.

## دربارهٔ ساب زیرو
پدر دو ساب زیرو، یک عامل نفوذی لین کوئی در ایالت متحده بود؛ او در آنجا با زنی آمریکایی آشنا شد و با وی ازدواج نمود که ثمره این ازدواج دو پسر بود. علی‌رغم میل مادر، پدر دو فرزند رو با خود به چین برد تا زیر نظر لین کوئی آموزش دیده و جزء گروه قاتلین بشوند.
بایهان با نام مستعار ساب زیرو در اولین مسابقه مرگبار ظاهر شد؛ در حالی که نام مستعار کوای لیانگ توندرا بود.
بعد از اینکه بایهان توسط اسکورپیون کشته شد؛ کوای لیانگ جایگزین وی گردید و نام مستعار ساب زیرو از آن او شد. بعدها بایهان در قلمرو زیرین تبدیل به شبحی با نام نوب سایبات شد.
کوای لیانگ تمام ویژگی‌های اخلاقی برادرش بایهان رو داشت به‌طوری‌که مانند برادرش انسان خشک و بی‌احساس و غیر صمیمی بود و فقط به دنبال این بود که کارش رو در خفا، بدون کوچک‌ترین توجهی انجام بدهد. اما با گذشت زمان و بزرگتر شدن او و همچنین پیشرفت در هنرهای رزمی و حرکات ویژه اش، روحیه جوانمردی و انسانیت جایگزین اخلاق قبلی وی گردید.
این روحیه علاوه بر اینکه سبب می‌شد تا او یک جنگجوی با اراده و نیرومند بشود؛ سبب جدایی او از دیگر اعضای لین کوئی می‌گردید. او بعدها به کمک ریدن برای مبارزه علیه شائوکان شتافت و در نسخه گلد با شکست سکتور، که از اعضای لین کوئی و به صورت روبات دراومده بود؛ رهبری گروه لین کوئی را بدست گرفت.
او یک متحد قابل اعتماد قلمروی زمین بود که هرجا نیاز بود؛ به‌طور داوطلب کمک می‌کرد؛ مخصوصاً زمانی که ریدن او را فرا می‌خواند.

## فنون و سبک مبارزه
ساب زیرو قدرت یخ را دارد و فنونی که بیشتر از آن استفاده می‌کند
مانند:
۱. گلوله یخی که در این حرکت ساب زیرو با
پرتاب کردن یک گلوله یخی فرد را منجمد می‌کند.

۲. ساب زیرو یخ را به زیر پای حریف هدایت می‌کند
و حریف را منجمد می‌سازد، در کامبت ۹ ساب زیرو
پای حریف را منجمد کرده و در عملکرد او اختلال ایجاد می‌کند.

۳. سر خوردن یا اسلاید که در این حرکت ساب زیرو
با یک پای خود سر خورده و به حریف ضربه وارد می‌کند.

۴. ساب زیرو کلونی یخی را شبیه خود می‌سازد و با برخورد حریف او را منجمد می‌سازد در بعضی از سری‌ها او می‌تواند کلون را به سمت حریف پرتاب کند.
او در کامبت‌های نیرنگ، اتحاد مرگبار و آرماگدون از سبک‌های شوتوکان و اژدها و همچنین شمشیری به نام کوری بلید استفاده می‌کند.